# Quinto Voo Experimental da SpaceX Starship
O Quinto Voo Experimental da SpaceX Starship (Integrated Flight Test 5, ou IFT-5) foi o quinto teste de voo de um protótipo do veículo de lançamento Starship da SpaceX. Os protótipos de veículos usados foram Ship 30 de estágio superior e o Booster 12. Este lançamento é notável por ser a primeira vez que um foguete de classe orbital foi capturado no ar.
Após lançar o estágio superior da Starship em uma trajetória suborbital em direção a um mergulho no Oceano Índico, o propulsor Super Heavy se virou e disparou seus motores Raptor para retornar ao local de lançamento. Conforme o propulsor se aproximava da plataforma de lançamento, ele desacelerou para quase pairar no ar e fez uma manobra de deslizamento horizontal para se alinhar com dois enormes braços "chopstick" na torre de lançamento, apelidados de "Mechazilla". Os braços então se fecharam ao redor do propulsor antes que os motores desligassem.
Depois de vários adiamentos, o foguete foi lançado na manhã do dia 13 de outubro, um dia após a Administração Federal de Aviação (FAA) emitir uma licença de lançamento que estava adiada desde o início de agosto e após semanas de disputas cada vez mais públicas entre a SpaceX e a FAA.

## Antecedentes

### Desenvolvimento antes do lançamento
O voo inicialmente estava previsto para Agosto de 2024, de acordo com comentários de Elon Musk. Ainda em Abril de 2024, Musk discorreu brevemente os objetivos do voo 5, afirmando que a primeiro tentativa de pouso na torre poderia ocorrer no IFT-5, o que ele reiterou em 6 de junho após a conclusão do IFT-4. Em junho, Musk afirmou que as placas de proteção térmica do veículo do vôo 5 deverão ser duas vezes mais fortes que as do vôo 4, juntamente com uma nova camada de proteção ablativa por baixo. Desta forma, o processo de modificação do Sistema de Proteção Térmica teve início no dia 11 de junho. A FAA confirmou em 12 de junho que não haveria uma investigação de acidente antes do lançamento do próximo voo. A licença de comunicações da FCC para IFT-5 foi solicitada com data de início em 19 de Julho. Os braços hidráulicos passaram por vários testes na torre de lançamento em preparação para capturar o booster.

### Testes de veículos antes do lançamento
As modificações no projeto da Ship 30 incluem uma nova unidade de ventilação no tanque de metano líquido e novo projeto de válvula no tanque de oxigênio líquido (LOX). Duas pequenas antenas de rádio foram realocadas para perto do compartimento de carga, em vez do cone do nariz do navio, e com um conjunto adicional foi colocado o escudo térmico do navio.
O teste estático da Ship 30 ocorreu no início de maio, em preparação para o voo 5. Este foi o último teste estático conduzido no Suborbital Pad B (agora demolido), já que testes futuros usarão o suporte de incêndio estático no local de testes de Massey. O booster 12, que foi transferido para o local de lançamento, realizou um teste de rotação principal em 12 de julho. Um novo teste estático do Booster 12 foi concluído em 15 de julho e um teste estático do Booster 30 foi realizado em 26 de julho. No dia 21 de setembro, o S30 foi colocado em cima do B12, com a SpaceX alegando que o lançamento do Voo 5, "pendia de aprovação regulatória".

### Disputas com FAA e preocupações ambientais
Em 12 de junho, a Administração Federal de Aviação (FAA) disse que nenhuma investigação de acidente seria necessária antes do lançamento do voo 5. Em antecipação ao quinto voo, a SpaceX solicitou uma licença de comunicações da Comissão Federal de Comunicações (FCC), com data de início em 19 de julho. No início de agosto, a SpaceX afirmou que ambos os estágios estavam prontos para voar para o teste de voo 5.
Em setembro, a SpaceX comunicou que a FAA havia alterado o prazo de aprovação da licença do final daquele mês para novembro. A SpaceX alegou que a burocracia governamental a impediu de lançar a Starship rapidamente para cumprir os compromissos com o programa Artemis. Em uma declaração aos jornalistas, a FAA reiterou que a licença autorizando o voo 4 da Starship também permitia múltiplos voos da mesma configuração de veículo e perfil de missão. No entanto, como a SpaceX escolheu modificar o planejamento em uma tentativa de "pegar" o propulsor Super Heavy por meio de uma manobra de retorno ao local de lançamento, isso desencadeou uma revisão mais aprofundada por causa da mudança no local de impacto e do estrondo sônico que seria gerado. O atraso foi inicialmente descrito em sendo de 60 dias por causa da consulta necessária com o US Fish & Wildlife Service e National Marine Fisheries Service para o impacto na vida selvagem do oceano. Esse pronunciamento foi repetido pela FAA em 2 de outubro. Apesar disso, a FAA emitiu uma licença para o lançamento em 12 de outubro, sem oferecer nenhuma explicação sobre o que motivou a mudança.

## Perfil de voo

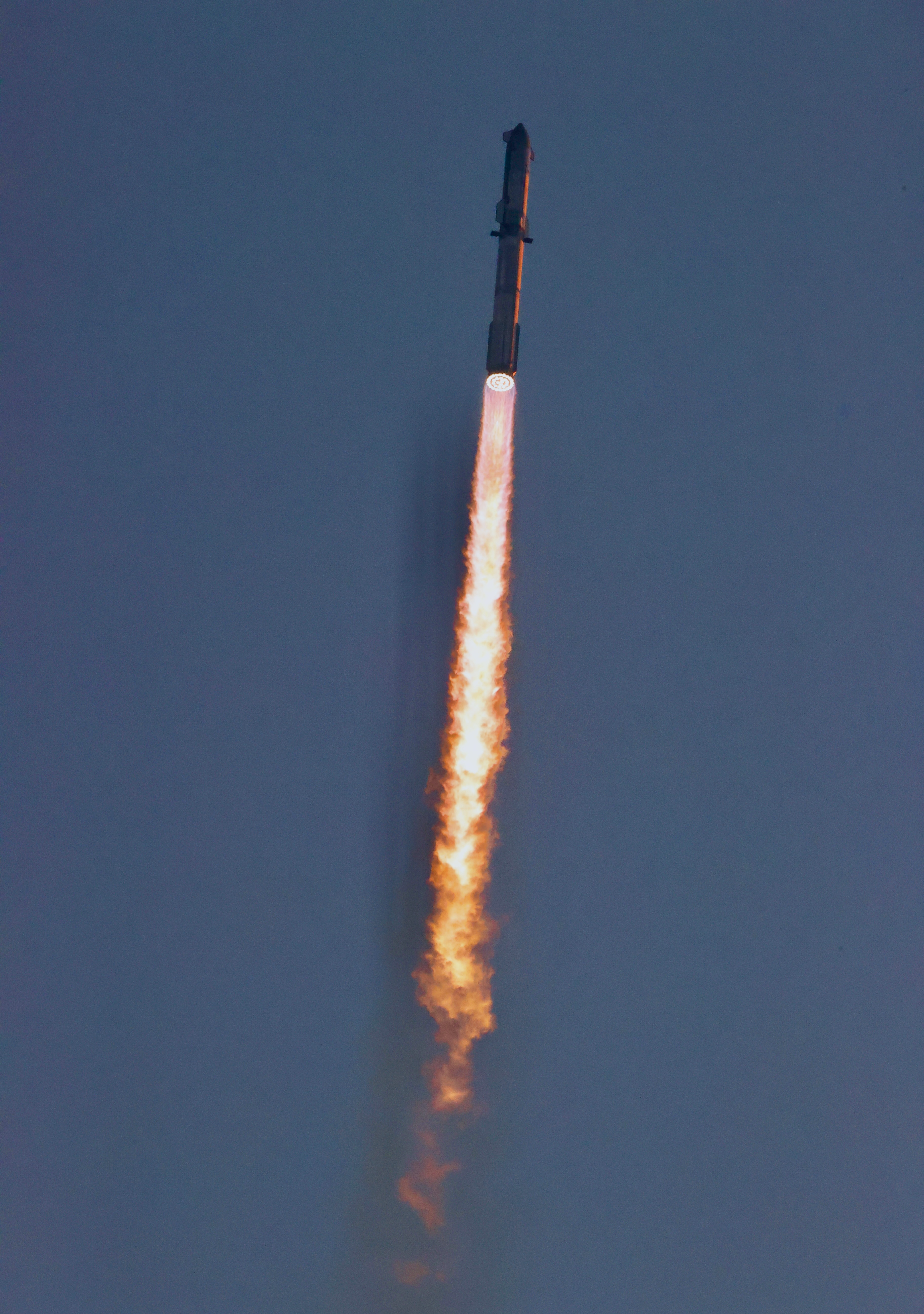
Lançamento

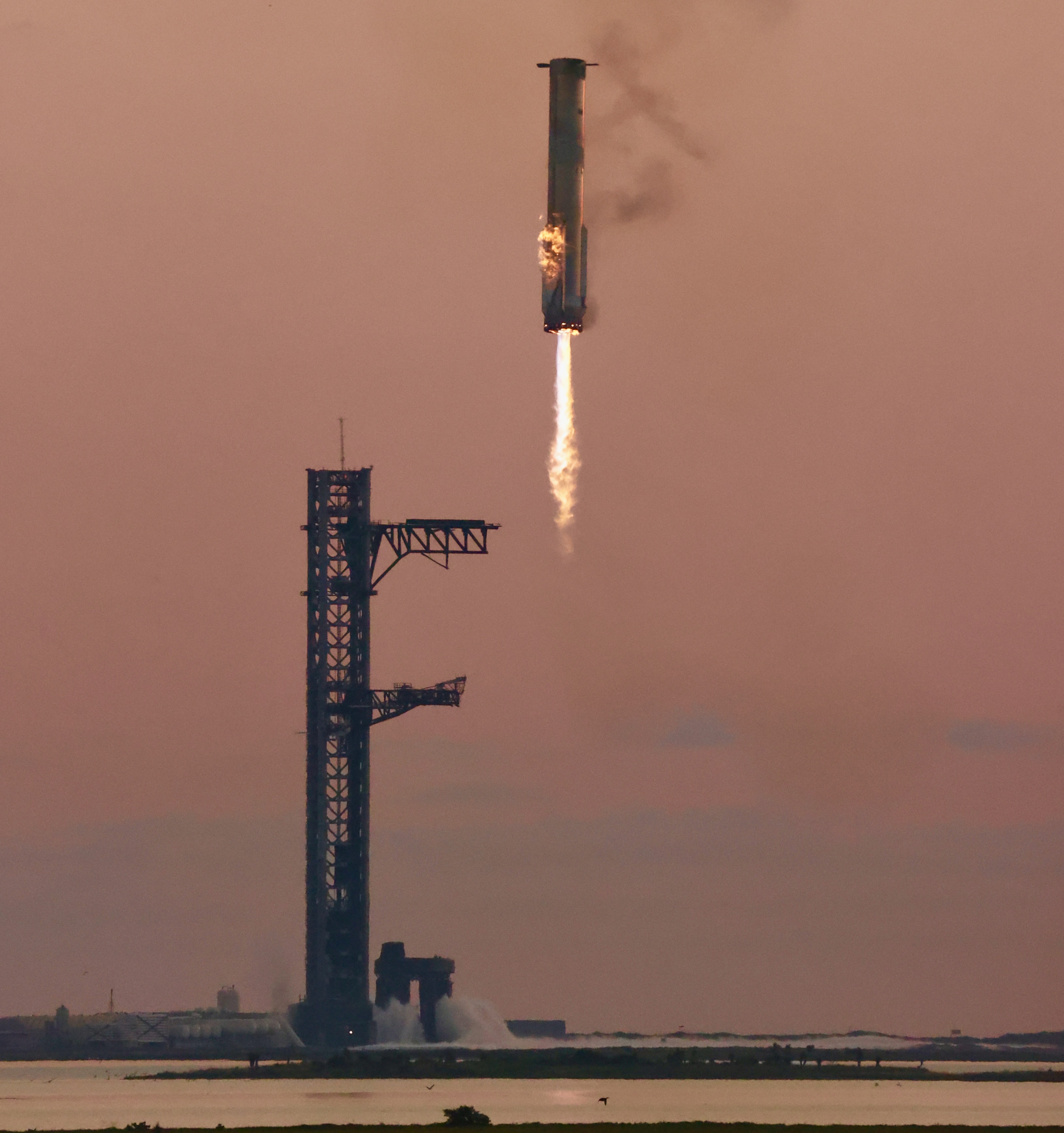
Aproximação de pouso da Starship

O perfil do quinto teste foi diferente do anterior, com a Ship 30 fazendo uma aterrisagem no Oceano Índico e o Booster 12 desligando seus motores treze segundos antes e retornando ao local de lançamento.
O Booster 12 retornou ao local de lançamento para testar uma nova maneira de aterrisagem, que incluiu uma desaceleração até o ponto de quase parar, e então deslizou horizontalmente para se alinhar com dois braços montados na torre de lançamento. Estes braços então fecharam-se ao redor do Booster antes dos motores desligarem, prendendo-o para não cair no solo.
A Ship 30, aterrisou com sucesso no Oceano Índico, mas não havia planos para ser recuperada, e explodiu 16 segundos após aterrisar na água.
| Tempo     | Evento | 13 de outubro de 2024 |
| --------- | --- | --------------------- |
| −01:15:00 | Diretor de Voos da SpaceX realiza votação e verifica que estão todos de acordo para carregamento de propelentes | Sucesso               |
| −00:49:50 | Carregamento de metano líquido em andamento para a Starship                                                     | Sucesso               |
| −00:48:40 | Carregamento de oxigênio líquido em andamento para a Starship                                                   | Sucesso               |
| −00:40:40 | Carregamento de metano líquido em andamento para o Super Heavy Booster                                          | Sucesso               |
| −00:34:03 | Carregamento de oxigênio líquido em andamento para o Super Heavy Booster                                        | Sucesso               |
| −00:19:40 | Resfriamento de motores                                                                                         | Sucesso               |
| −00:03:20 | Carregamento de propelentes da Starship finalizado                                                              | Sucesso               |
| −00:02:50 | Carregamento de propelentes do Booster finalizado                                                               | Sucesso               |
| −00:00:30 | Diretor de Voos da SpaceX realiza votação e verifica se voo está liberado (GO for launch)                       | Sucesso               |
| −00:00:10 | Ativação do sistema defletor de chamas                                                                          | Sucesso               |
| −00:00:03 | Ignição dos motores do Booster                                                                                  | Sucesso               |
| +00:00:02 | Lançamento | Sucesso               |
| +00:01:02 | Max q (momento de estresse máximo sobre o foguete)                                                              | Sucesso               |
| +00:02:35 | MECO (Desligamento dos motores principais do Booster)                                                           | Sucesso               |
| +00:02:40 | Ignição dos motores da Starship e separação de estágios (hot-staging)                                           | Sucesso               |
| +00:02:45 | Início da queima para retorno do Booster                                                                        | Sucesso               |
| +00:03:41 | Fim da queima para retorno do Booster                                                                           | Sucesso               |
| +00:03:43 | Desacoplamento do anel de hot-staging                                                                           | Sucesso               |
| +00:06:08 | Booster atinge velocidade supersônica                                                                           | Sucesso               |
| +00:06:30 | Início da queima para aterrisagem do Booster                                                                    | Sucesso               |
| +00:06:54 | Fim da queima para aterrisagem do Booster, com pouso na torre de lançamento                                     | Sucesso               |
| +00:08:27 | SECO (Desligamento dos motores da Starship)                                                                     | Sucesso               |
| +00:48:03 | Reentrada atmosférica da Starship                                                                               | Sucesso               |
| +01:00:50 | Momento estimado do Max q da Starship                                                                           | Sucesso               |
| +01:02:34 | Starship atinge velocidade trânsonica                                                                           | Sucesso               |
| +01:03:43 | Starship atinge velocidade subsônica                                                                            | Sucesso               |
| +01:05:15 | Manobra de pouso da Starship                                                                                    | Sucesso               |
| +01:05:20 | Início da queima para aterrisagem da Starship                                                                   | Sucesso               |
| +01:05:40 | Fim da queima para aterrisagem da Starship, com pouso no oceano                                                 | Sucesso               |

## Reações
Administrador da NASA Bill Nelson elogiou o voo, afirmando: "Parabéns à SpaceX pelo sucesso na captura do propulsor e pelo quinto teste de voo da Starship hoje!". O ex-astronauta canadense Chris Hadfield comemorou o voo, declarando que "houve um enorme avanço na capacidade humana hoje".
Outros fabricantes aeroespaciais também parabenizaram a SpaceX, incluindo a Blue Origin Stoke Space, e Rocket Factory Augsburg, que parabenizou a SpaceX por seu "incrível feito de engenharia", antes de observar que, no ritmo atual, a indústria espacial europeia "não tem chance" de alcançar a SpaceX. André Loesekrug-Pietri, presidente da Joint European Disruptive Initiative, fez uma declaração semelhante, chamando-a de "um enorme tapa na cara dos europeus, que estão deixando a história".

## References
1. 1 2 3  «Starship's Fifth Flight Test». SpaceX.com (em inglês). 7 de Outubro de 2024. Consultado em 7 de Outubro de 2024
2. ↑  NASASpaceflight (8 de Maio de 2024). SpaceX Static Fires Ship 30 in Preparation for the Fifth Starship Flight (em inglês). Consultado em 24 de Maio de 2024 – via YouTube
3. ↑  @elonmusk (6 de Julho de 2024). «Flight 5 in 4 weeks» (Tweet) (em inglês). Consultado em 6 de Julho de 2024 – via Twitter
4. ↑  NASASpaceflight (10 de Junho de 2024). Looking Ahead To The Next Starship Flight ALREADY | Starbase Update (em inglês). Consultado em 10 de Junho de 2024 – via YouTube
5. ↑  @nasaspaceflight (6 de Abril de 2024). «Some interesting notes» (Tweet) (em inglês). Consultado em 6 de Junho de 2024 – via Twitter
6. ↑  «x.com». X (formerly Twitter) (em inglês). Consultado em 6 de Junho de 2024
7. ↑  «The removal of all of Starship 30's heatshield tiles has begun.». X (formerly Twitter) (em inglês). 11 de Junho de 2024. Consultado em 11 de Junho de 2024
8. ↑  Merritt, Sawyer (12 de Junho de 2024). «NEWS: I emailed the FAA». X (formerly Twitter) (em inglês). Consultado em 12 de Junho de 2024
9. ↑  «OET Special Temporary Authority Report». apps.fcc.gov (em inglês). Consultado em 23 de Junho de 2024
10. ↑  NASASpaceflight (1 de Julho de 2024). SpaceX Gears Up for First Super Heavy Booster Catch! 🚀 | Starbase Update (em inglês). Consultado em 7 de Julho de 2024 – via YouTube
11. ↑  Jax (1 de maio de 2024). «Moving into the Thirties: What's New on Starship 30?». Ringwatchers. Consultado em 5 de junho de 2024
12. ↑  «Moving into the Thirties: What's New on Starship 30?». Ringwatchers (em inglês). 1 de Maio de 2024. Consultado em 1 de Junho de 2024
13. ↑  Ali, Iqtidar (9 de Maio de 2024). «SpaceX readies Flight 5 Starship with a static fire test ahead of Flight 4, Starbase updates». Tesla Oracle (em inglês). Consultado em 20 de Maio de 2024
14. ↑  NASASpaceflight (12 de Maio de 2024). Booster 11 Lifted Onto the OLM for Pre-Launch Testing | SpaceX Boca Chica (em inglês). Consultado em 5 de Junho de 2024 – via YouTube
15. ↑  NASASpaceflight (3 de Junho de 2024). It's Launch Week! (BONUS: Ship 26 Static Fire @ Masseys) - Countdown to Launch (em inglês). Consultado em 5 de Junho de 2024 – via YouTube
16. ↑  NASASpaceflight (9 de Julho de 2024). SpaceX Rolls out Potential First Catch Booster - B12 (em inglês). Consultado em 9 de Julho de 2024 – via YouTube
17. ↑  NASASpaceflight (14 de Julho de 2024). Booster 12 Conducts First Super Heavy Spin Prime Since Booster 9 | SpaceX Boca Chica (em inglês). Consultado em 14 de Julho de 2024 – via YouTube
18. ↑  NASASpaceflight (15 de Julho de 2024). SpaceX Static Fires Booster 12 for Fifth Starship Flight Test (em inglês). Consultado em 15 de Julho de 2024 – via YouTube
19. ↑  «STATIC FIRE! Ship 30 fires up at Masseys ahead of Flight 5 of Starship.» (em inglês)
20. ↑  «Starship stacked for Flight 5 and ready for launch». X (formerly Twitter) (em inglês). 21 de Setembro de 2024. Consultado em 21 de Setembro de 2024
21. ↑  Clark, Stephen (4 de Junho de 2024). «We know Starship can fly—now it's time to see if it can come back to Earth». Ars Technica (em inglês). Consultado em 13 de Outubro de 2024
22. ↑  «OET Special Temporary Authority Report». apps.fcc.gov (em inglês). Consultado em 23 de Junho de 2024
23. ↑  Foust, Jeff (11 de Setembro de 2024). «Congress, industry criticize FAA launch licensing regulations». SpaceNews (em inglês). Consultado em 11 de Setembro de 2024
24. ↑  «SpaceX says Starship launch license delayed to November». The Business Times (em inglês). 11 de Setembro de 2024. Consultado em 11 de Setembro de 2024
25. 1 2  «STARSHIPS ARE MEANT TO FLY – SpaceX – Updates». spacex.com (em inglês). 10 de Setembro de 2024. Consultado em 10 de Setembro de 2024. Cópia arquivada em 10 de Setembro de 2024
26. ↑  @bccarcounters (11 de Setembro de 2024). «We asked the @FAANews about the recent @SpaceX update, regarding the timeline leading up to Flight 5. The FAA responded with a statement, about the timeline» (Tweet) (em inglês). Consultado em 11 de Setembro de 2024 – via Twitter
27. ↑  @BCCarCounters (2 de Outubro de 2024). «We asked the @FAANews about today´s published NOTMARs for Starship Flight 5. The FAA confirmed that the statement from September 11, still stands, and Starship Flight 5 is not expected before late November.» (Tweet) (em inglês). Consultado em 3 de Outubro de 2024 – via Twitter
28. ↑  «Dynamic Regulatory System». drs.faa.gov (em inglês). Consultado em 12 de Outubro de 2024
29. ↑  Wattles, Jackie (12 de Outubro de 2024). «SpaceX gets approval for Starship launch amid standoff with FAA» (em inglês). CNN
30. ↑  NASASpaceflight (13 de Outubro de 2024). 🔴FULL REPLAY: SpaceX Launches Starship Flight 5 (and Catches A Booster) (em inglês). Consultado em 23 de Outubro de 2024 – via YouTube
31. ↑  «Jonathan's Space Report – Latest Issue». planet4589.org (em inglês). Consultado em 16 de Outubro de 2024
32. ↑  Wattles, Jackie (13 de outubro de 2024). «Highlights: SpaceX launches Starship test flight 5». CNN (em inglês). Consultado em 14 de outubro de 2024
33. ↑  Chris Hadfield [@Cmdr_Hadfield] (13 de outubro de 2024). «There was an enormous step forward in human capability today. Makes me even more excited for our collective future. Congratulations to all @SpaceX!» (Tweet). Consultado em 14 de outubro de 2024 – via Twitter
34. ↑  @blueorigin (13 de outubro de 2024). «Congratulations!» (Tweet). Consultado em 14 de outubro de 2024 – via Twitter
35. ↑  @stoke_space (13 de outubro de 2024). «Congratulations!» (Tweet). Consultado em 14 de outubro de 2024 – via Twitter
36. ↑  @rfa_space (14 de outubro de 2024). «Congratulations to @SpaceX, what an incredible feat of engineering! Mars, here we come.» (Tweet). Consultado em 14 de outubro de 2024 – via Twitter
37. ↑  «L'exploit de SpaceX, une « immense claque » pour les Européens». Le Point (em francês). 16 de outubro de 2024. Consultado em 18 de outubro de 2024